# Bundesautobahn 210
La Bundesautobahn 210 (ou BAB 210, A210 ou Autobahn 210) est une autoroute passant par le Schleswig-Holstein. Elle mesure 27 kilomètres.